# Philip van Dijk (Maler)

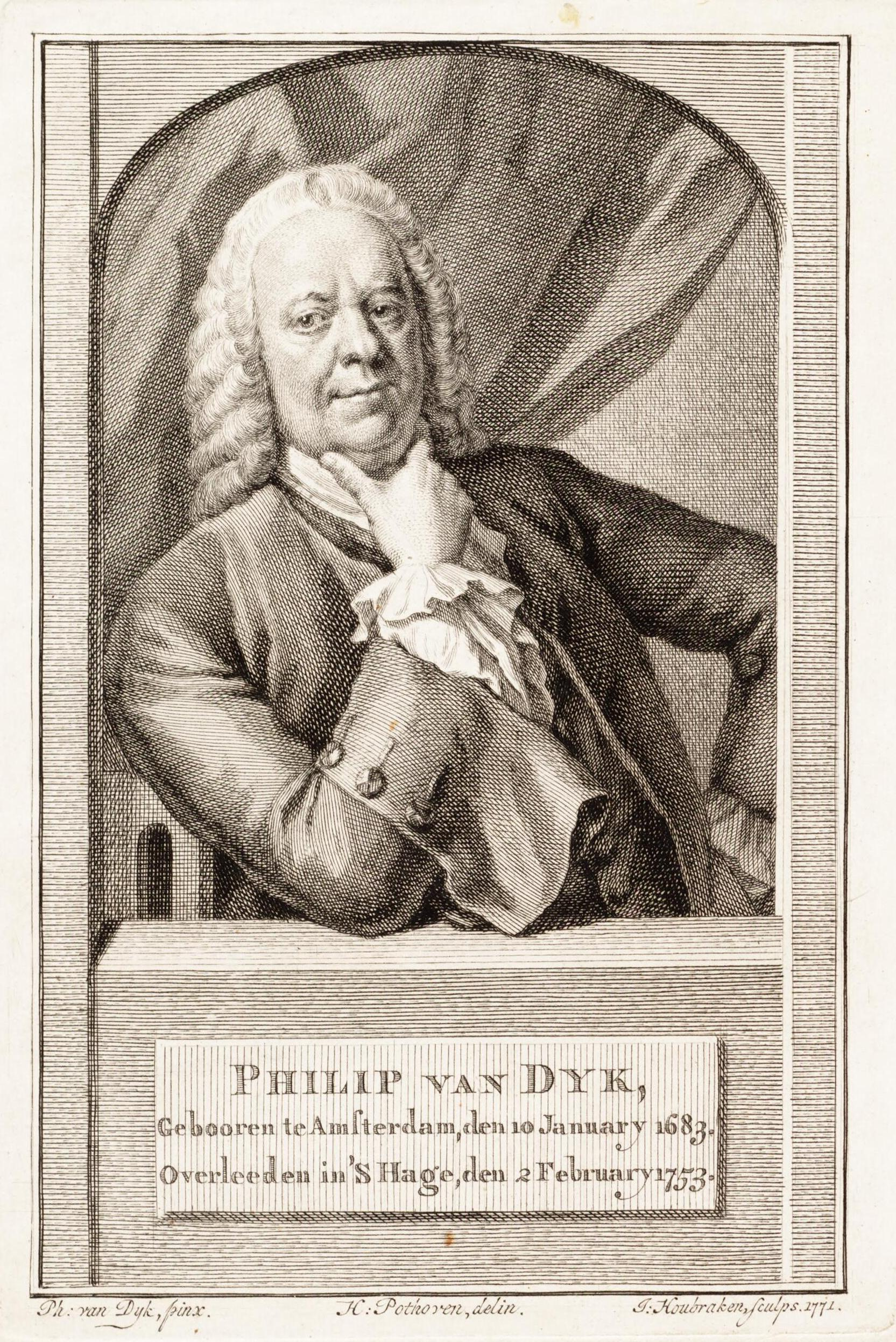
Philip van Dijk. Kupferstich (1771) von Jacobus Houbraken, nach einem Selbstporträt van Dijks

Philip van Dijk (auch van Dijks, van Dyck und van Dyk; * 10. Januar 1683 in Oud-Beijerland; † 3. Februar 1753 in Den Haag) war ein holländischer Genre- und Porträtmaler des Spätbarock.

## Leben
Philip van Dijk war laut Quellenlage Schüler von Arnold Boonen in Amsterdam, ist aber auch als Schüler von Adriaen van der Werff in Rotterdam geführt, wo seine Hochzeit im Jahr 1708 belegt ist. Im selben Jahr trat er der Gilde von St. Lukas in Middelburg bei. 1718 war er als Mitglied der Confrérie Pictura in Den Haag bereits ein gefragter Maler, der auch Maler ausbildete, darunter Louis de Moni (1698–1771) sowie später auch Jan Augustini (1725–1773) und Hendrik Pothoven (1725–1807).
Ab 1726 ging van Dijk  für zehn Jahre auf Reisen, zunächst nach Kassel, wo er als Hofmaler Wilhelms VIII., Landgraf von Hessen-Kassel, tätig war. In dieser Eigenschaft wird ihm unter anderem ein Porträt von Marie Luise von Hessen-Kassel und ihrer Familie zugeschrieben. 1737 ist van Dijk wieder in Middelburg belegt, als er seine Beiträge für die Gilde bezahlte. Um 1750 kehrte er nach Den Haag zurück; dort ist er eingetragen als Hofmaler Wilhelms IV., des Prinzen von Oranien.

## Werk

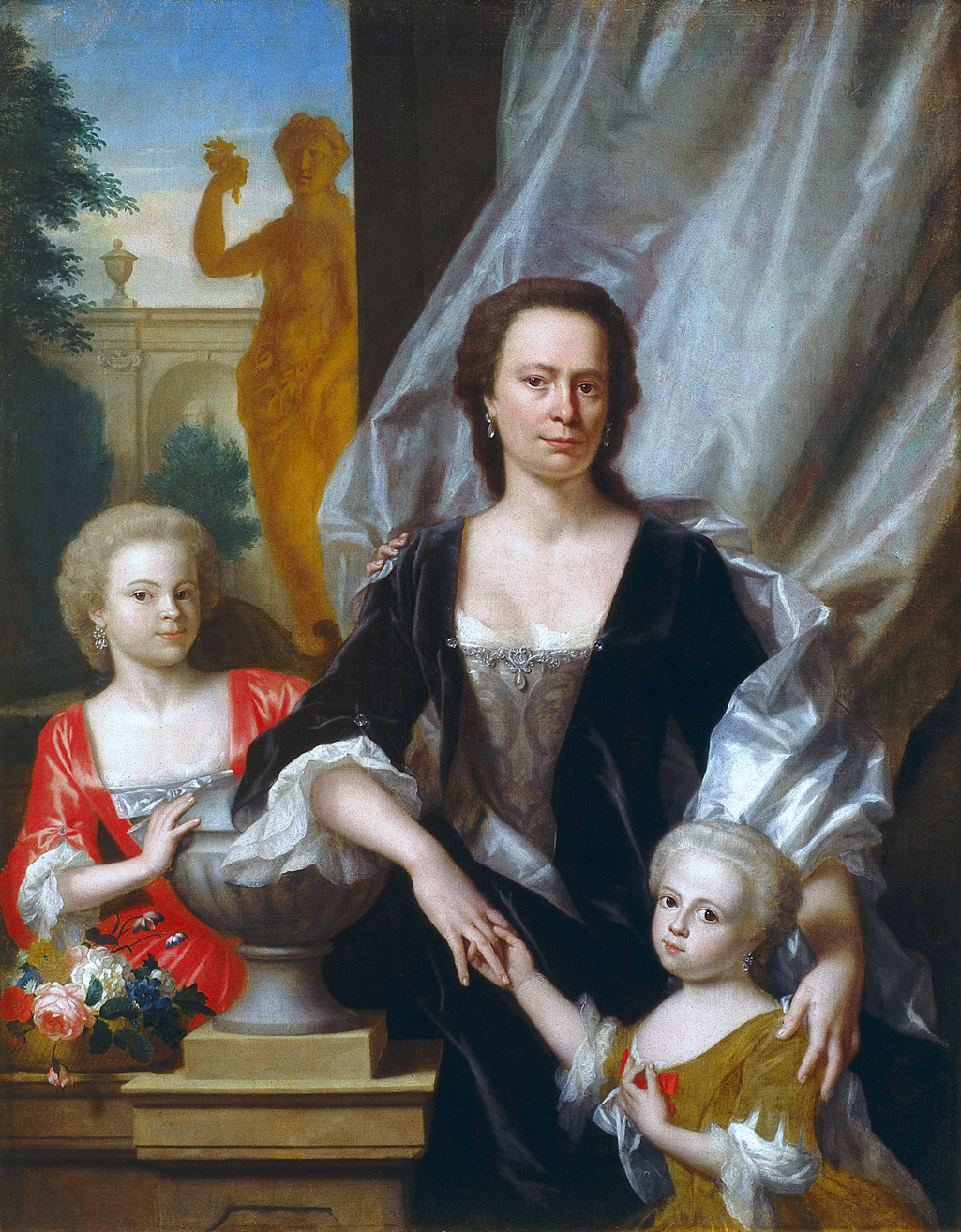
Philip van Dijk: Sybilla Volkera Sichterman-Sadelijn mit Töchtern Sybilla Volkera und Christina Elisabeth (1745, Groninger Museum), Ehefrau und Kinder von Jan Albert Sichterman.

Philip van Dijk war sowohl in Middelburg als auch in Den Haag ein gesuchter Genre- und Porträtmaler; er wirkte zudem als Ausstattungs- und Dekorationsmaler.
Seine fein ausgeführten, glatt gemalten Figuren folgten wie seine Genrebilder und Miniaturen der Mode seiner Zeit. Überdies war er als Kunsthändler tätig. Seine Gemäldesammlung wurde vier Monate nach seinem Tod, am 23. Juni 1753, in Den Haag versteigert, die seiner Witwe am 26. November 1763, ebenfalls in Den Haag.
Werke von Philip van Dijk befinden sich unter anderem in den Museen von Amsterdam, Berlin, Brüssel, Gotha und Kassel sowie im Louvre in Paris. Jacobus Houbraken stach mehrere Gemälde van Dijks in Kupfer, darunter auch ein Selbstporträt des Künstlers.